# Aphiura borgmeieri
Aphiura borgmeieri är en tvåvingeart som beskrevs av Ronald Henry Lambert Disney 2003. Aphiura borgmeieri ingår i släktet Aphiura och familjen puckelflugor. Inga underarter finns listade i Catalogue of Life.